# 中国建筑材料联合会

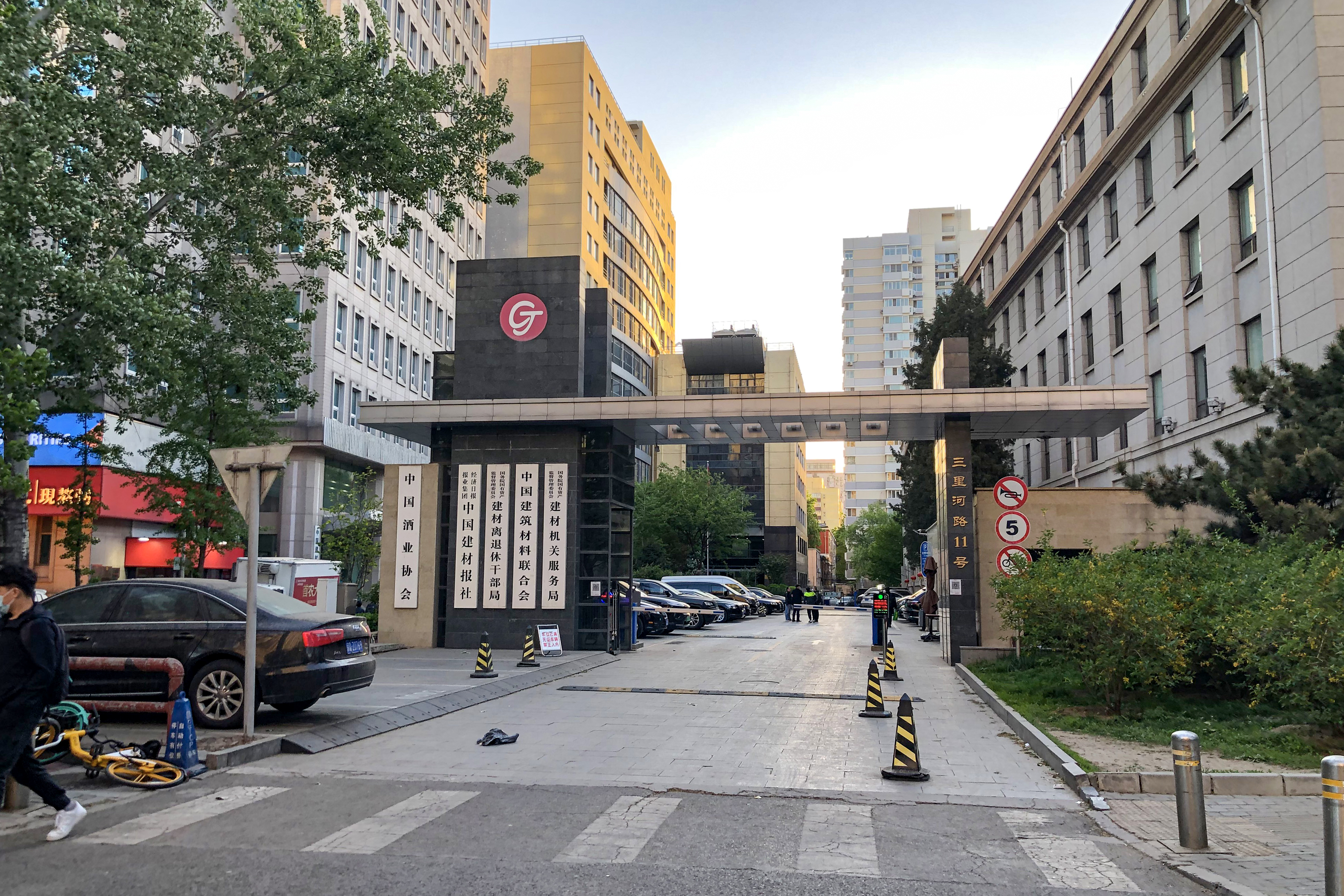
中国建筑材料联合会位于三里河路11号原国家建筑材料工业局院内

中国建筑材料联合会是中华人民共和国建筑材料行业的企事业单位、社会团体和个人组成的全国性、行业性、非营利性社会团体，由国务院国有资产监督管理委员会主管。